# Friedrich Emil Roetig
Friedrich Emil Roetig, auch Rötig oder Rettig genannt (* 14. März 1814 in Hachenburg; † 28. April 1863 ebenda), war ein deutscher Uhrmacher.

## Leben und Werk
Friedrich Emil Roetig wurde am 14. März 1814 in Hachenburg als Sohn des Uhrmachers Friedrich Wilhelm Roetig und seiner Frau Maria Magdalene, geborene Lorsbach, geboren. Friedrich Emil Roetig heiratete am 9. Oktober 1854 Anna Katharina Rößgen und lebte bis zu seinem Tod in Hachenburg. Er starb im Alter von 49 Jahren.
Friedrich Emil hinterließ einen Sohn, Friedrich Joseph (geb. 1857), der die Familientradition in fünfter Generation aufrechterhielt, bis er 1927 kinderlos in Hachenburg starb.
Als Uhrmacher beschäftigte sich Friedrich Emil vor allem mit der Herstellung von Kleinuhren. Bekannt wurde er durch seine '„Taleruhren“. Durch Miniaturisierung der Uhrwerke konnte er sie in einen Preußischen Taler einbauen.
Außer Kleinuhren stellte er auch Sägeuhren her. Zwei dieser Sägeuhren, eine fertige und eine unvollendete, wurden noch lange Jahre in Hachenburg aufbewahrt. Sie befinden sich heute in Privatbesitz.